# Камп Бондстил
Камп Бондстил (енгл. Camp Bondsteel) је главна војна база САД на Косову и Метохији која је под командом КФОР-а. Смештена поред Урошевца на истоку јужне српске покрајине, база служи као седиште НАТО-а за источни део КФОР-а. База је име добила по Џејмсу Бондстилу, америчком војнику из Вијетнамског рата.
Камп Бондстил је пројектовао 94. инжењерски грађевински батаљон заједно са приватном корпорацијом Келог, Браун енд Рут (КБР; Kellogg, Brown and Root). Камп је изграђен углавном од дрвета, са привременим баракама и ограђен је зидом високим 2,5 m.

## Трајање базе
Иако је била описивана као значајна и стратешка за заштиту америчких интереса у овом делу света 29. марта 2011. године је амерички амбасадор у Приштини Кристофер Дел најавио скоро затварање базе. Ово је најављено у склопу мера штедње, те да је постала велики финансијски терет и да је у складу са новом дефиницијом националних приоритета одлучено да се не финансира оно што није неопходно. Међутим, убрзо је генерал Ерхард Билер, командант Кфора дао изјаву да се база неће још затварати и да ће трајати колико и мисија америчких војних снага на Косову. Међутим, од априла 2011. године војну базу користе и други војници мултинационалних снага КФОР, а не само амерички.